# Roberto Carlos (álbum de 1981)
Roberto Carlos é o vigésimo primeiro álbum de estúdio do cantor e compositor Roberto Carlos, lançado em 26 de novembro de 1981 pela CBS. Nesse Álbum, O Rei lança uma das canções mais emblemáticas de sua carreira, a grandiosa "Emoções", faixa que se tornaria o prefixo do artista e abriria seus shows por várias décadas. O tema ecológico é retomado com a belíssima "As Baleias", se juntando com as anteriores "O Progresso" de 1976 e "O Ano Passado" de 1979.  Na parte romântica se destacam "Cama e Mesa"; "Tudo Para" e "Eu Preciso de Você". Este álbum também conta com uma mensagem religiosa, a faixa que abre o disco "Ele Está Pra Chegar". O álbum vendeu mais de 2 milhões de cópias no Brasil.

## Faixas - Composição e Duração[2]
| Nº  | Título                | Composição                       | Duração |
| --- | --------------------- | -------------------------------- | ------- |
| 1.  | "Ele Está Pra Chegar" | Roberto Carlos-Erasmo Carlos     | 4:26    |
| 2.  | "Simples Mágica"      | Regininha                        | 3:17    |
| 3.  | "As Baleias'          | Roberto Carlos-Erasmo Carlos     | 5:26    |
| 4.  | "Tudo Para"           | Roberto Carlos-Erasmo Carlos     | 4:23    |
| 5.  | "Doce Loucura"        | Mauricio Duboc-Carlos Colla      | 2:59    |
| 6.  | "Cama e Mesa"         | Roberto Carlos-Erasmo Carlos     | 3:15    |
| 7.  | "Emoções"             | Roberto Carlos-Erasmo Carlos     | 4:07    |
| 8.  | "Quando o Sol Nascer" | Mauro Motta-Eduardo Ribeiro      | 4:02    |
| 9.  | "Eu Preciso de Você"  | Roberto Carlos-Erasmo Carlos     | 4:31    |
| 10. | "Olhando Estrelas"    | Eduardo Lages-Paulo Sérgio Valle | 4:39    |

Ficha Técnica

Faixas - Arranjo e Data de Gravação
| Nº  | Título                | Arranjo                       | Data de Gravação |
| --- | --------------------- | ----------------------------- | ---------------- |
| 1.  | "Ele Está Pra Chegar" | Jimmy Wisner-Lincoln Olivetti | 20/10/1981       |
| 2.  | "Simples Mágica"      | Torrie Zito                   | 03 e 09/10/1981  |
| 3.  | "As Baleias'          | Jimmy Wisner-Al Capps         | 14 e 15/10/1981  |
| 4.  | "Tudo Para"           | Torrie Zito                   | 15 e 20/10/1981  |
| 5.  | "Doce Loucura"        | Tom Saviano                   | 01/10/1981       |
| 6.  | "Cama e Mesa"         | Al Capps                      | 14 e 16/10/1981  |
| 7.  | "Emoções"             | Torrie Zito                   | 03 e 20/10/1981  |
| 8.  | "Quando o Sol Nascer" | Jimmy Wisner                  | 01 e 09/10/1981  |
| 9.  | "Eu Preciso de Você"  | Al Capps                      | 09/10/1981       |
| 10. | "Olhando Estrelas"    | Eduardo Lages                 | 14 e 15/10/1981  |

Estúdios:
CBS Studios - Nova Iorque - EUA
Evergreen Recording Studios - Burbank - California - EUA
Sigla - Rio de Janeiro
Produção:
Evandro Ribeiro
Técnico de Gravação e Mixagem - EUA:
Tim Geelan
Fotos:
Frederico Mendes
- Erasmo Carlos

## Tabelas

### Tabelas anuais
| Tabela musical (1981) | Posição |
| --------------------- | ------- |
| Brasil (Nopem)        | 2       |

## Certificações e vendas
| Região                                                       | Certificação | Unidades/vendas |
| ------------------------------------------------------------ | ------------ | --------------- |
| Brasil (PMB)                                                 | 12× Diamante | 3.600.000+      |
| ‡vendas+valores de streaming baseados apenas na certificação |              |                 |